# La Reine morte (téléfilm, 2009)
La Reine morte est un téléfilm français par Pierre Boutron, diffusé le 19 mai 2009 sur France 2. Il est inspiré de la pièce de théâtre homonyme de Henry de Montherlant, créée le 8 décembre 1942.

## Synopsis
Arrivant à la fin de sa vie, le puissant roi Ferrante souhaite marier son fils Don Pedro, héritier du trône du Portugal, à l'infante de Navarre. Il voit cependant sa volonté contrariée par le fait que son fils a dernièrement épousé en secret une jeune roturière : Inès de Castro.

## Fiche technique
- Réalisateur : Pierre Boutron
- Scénario : Pierre Boutron, d'après la pièce éponyme d'Henry de Montherlant
- Musique : Angélique Nachon et Jean-Claude Nachon
- Montage : Patrice Monnet
- Directeur artistique : Paulo Routier
- Décoration plateau : Jérôme Portier
- Création de costume : Eve-Marie Arnault
- Format : Couleur - 1,78:1 - 35 mm
- Genre : Film dramatique et historique
- Date de diffusion : 19 mai 2009 sur France 2
- Durée : 105 minutes
- Société de production : GTV (GéTéVé), Paris et BE-FILMS

## Distribution
- Michel Aumont : le roi Ferrante
- Gaëlle Bona : Inès de Castro
- Thomas Jouannet : Don Pedro
- Astrid Berges-Frisbey : l'Infante
- Aladin Reibel : Egas Coelho
- André Gago : Alvar Gonçalves
- António Montez : Don Christoval
- Ilya Claisse : Don Eduardo
- Gonçalo Diniz : le capitaine Bathala
- Francis Seleck : Don Manuel
- Antonio Fonseca : l'évêque de Guarda
- Duarte Guimaraes : le lieutenant Martins